# Aldegunda da Baviera
Aldegunda Augusta Carlota Carolina Isabel Amália Maria Sofia Luísa da Baviera (em alemão: Adelgunde Auguste Charlotte Caroline Elisabeth Amalie Marie Sophie Luise von Bayern, Wurtzburgo, 19 de março de 1823 — Munique, 28 de outubro de 1914) foi a quarta filha do rei Luís I e de sua esposa, Teresa de Saxe-Hildburghausen.

## Família
Aldegunda foi a sexta filha, a terceira filha, de Luís I da Baviera e Teresa de Saxe-Hildburghausen. Ela nasceu em Wurtzburgo em 19 de março de 1823. Entre seus irmãos estavam Maximiliano II da Baviera, Matilde Carolina, Grã-duquesa de Hesse e do Reno, o rei Oto da Grécia e Leopoldo, Príncipe Regente da Baviera.

## Casamento

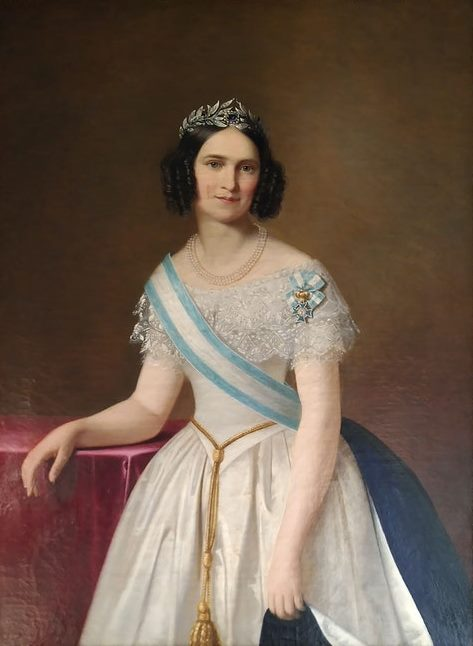
Retrato por Adeodato Malatesta, na Galleria Estense.

Em 20 de março de 1842, em Munique, Aldegunda desposou Francisco da Áustria-Este (1819-75), o filho mais velho do duque Francisco IV de Módena e de Maria Beatriz Vitória de Saboia. Francisco ascendeu ao ducado com a morte de seu pai, em 1846. Após o Risorgimento, ele foi deposto, e a família exilou-se em Viena, onde Francisco morreu quinze anos depois.
Aldegunda morreu em Munique, aos noventa anos de idade, e seu corpo está enterrado em Viena. De seu casamento com Francisco, ela teve apenas uma filha:
- A princesa Ana Beatriz da Áustria-Este (1848-1849)